# Кугель Михайло Бенедиктович
Михайло Бенедиктович Кугель (нар. 5 грудня 1946, Харків) — український альтист.
Закінчив Харківське музичне училище і Ленінградську консерваторію. У 1975 р. на Міжнародному конкурсі альтистів у Будапешті розділив першу премію з угорським музикантом Золтаном Тотом (Юрій Башмет отримав другу премію).
У 1975-1990 рр.. соліст Московської державної філармонії, виступав також у складі Квартету імені Бетховена, замінивши за пультом альта Федора Дружиніна. Викладав в Московської консерваторії.
У 1990 р. емігрував в Ізраїль, протягом шести років був професором Єрусалимської академії музики і танцю імені С. Рубіна. З 1996 р. живе в Бельгії. У 1996—2014 роках працював професором у Гентський консерваторії. Також з 1996 року є професором консерваторії м. Маастрихт, де викладає і нині.
Здійснив ряд записів як в СРСР, так і після еміграції. Серед них виділяється присвячений Дмитру Шостаковичу альбом (разом з хорватською піаністкою Навесні Подруг), що включає Сонату для альта і фортепіано Шостаковича і Сюїту пам'яті Шостаковича для альта і фортепіано, написану самим Кугелем. Серед інших композицій Кугеля — Соната-поема для альта соло (1987), Класичні прелюдії для альта і фортепіано (1999), «Венеціанський карнавал» для альта і фортепіано (2001) та ін. Кугель також належить ряд перекладень і транскрипцій — зокрема, альтова обробка скрипкової Фантазії на теми з опери Бізе «Кармен» Франца Ваксмана.
Опублікував книгу "Історія однієї епохи. Інтерпретація двох творів для альта "(англ. History of an era. An interpretation of two works for viola; 2002), присвячену трактуванні альтової сонати Шостаковича і Концерту для альта з оркестром Бели Бартока.
10 лютого 2009 після 20-річної перерви виступив у Москві, виконавши разом з Ліаною Ісакадзе Концертну симфонію для скрипки і альта з оркестром Вольфґанґа Амадея Моцарта.

### Деякі видання
Музичні Ессе [Архівовано 5 лютого 2016 у Wayback Machine.], 2014, ISMN 979-0-9007107-0-3
Ostinato. sonata for pianoforte, [Архівовано 5 лютого 2016 у Wayback Machine.] 2015, ISMN 979-0-9007107-1-0
Nostalgia. divertimento for viola and piano [Архівовано 5 лютого 2016 у Wayback Machine.], ISMN 979-0-9007107-2-7

### Відео
Колекція відео з М.Кугелем [Архівовано 5 лютого 2016 у Wayback Machine.]